# 钱市胡同
钱市胡同位于中國北京市西城区珠宝市街西侧，临近著名的商业区大栅栏。历史上和现在一直是北京最窄的胡同。胡同全长55米，平均宽仅0.7米，最窄处仅40厘米，两人对面走过都要侧身而行，一个人推着一辆自行车就难以通行了。

## 简介
在清朝钱市胡同两侧都是当时的政府特别批准的专门从事贵金属熔铸行业的作坊，这种行业在当时被称为“炉行”。清《朝市丛载》记载：“银钱市，在前门外珠宝市中间路西小胡同。”在清末废两改元之前，北京全城的钱庄、粮栈及各行各业较大的商号，每天早晨都要到钱市参加交易将银两换成制钱，或将制钱换成银两，于是钱市就变成了当时的重要金融市场。
中华民国建立之后，炉行失去了政府授予的特许经营权，加之币制改革，对贵重金属熔铸的市场需求萎缩，炉行萧条钱市无市，改建成银号铺房，因而这里可以算是中国现存最早，也是最完整的金融交易所。当时钱市胡同两侧的银号利用法律的漏洞，无节制地扩建他们的商号建筑，侵吞公共通道，最终使钱市胡同成为北京最窄的一条胡同。
目前钱市胡同内共有10户门牌，并存留有“大通银号”、“万丰银号”等早期金融企业的建筑，有的院落保存着清光绪年间的木架构天棚，有的门框上还钉着当年“京师商务会”的铁牌照，是考查清朝末期和民国初期银号商业建筑和早期金融市场很好的标本。

## 钱市胡同炉房银号建筑群
钱市在清朝是官办的银钱交易场所，中华民国成立以后改建为银号铺房。钱市胡同内有多组三合院和中西合璧式的楼房，在狭小的空间中形成紧凑而各具特色的建筑。2009年，“钱市胡同炉房银号建筑群”被公布为宣武区文物保护单位。
2017年一季度，钱市胡同启动房屋征收工作，随后启动修缮工作。按照西城区人民政府的规划，未来钱市胡同内的违章建筑将全部拆除，钱市胡同将完全恢复历史原貌，并在钱市胡同炉房银号建筑群建成银钱业博物馆，其中文物本体将重现旧时的10间小银号。